# لیک لی‌لانا (میشیگان)
لیک لی‌لانا (به انگلیسی: Lake Leelanau) یک منطقهٔ مسکونی در ایالات متحده آمریکا است که در میشیگان واقع شده‌است. لیک لی‌لانا ۲۵۳ نفر جمعیت دارد و ۱۸۸٫۰۶ متر بالاتر از سطح دریا واقع شده‌است.